# سالنامه ادبی پروانه
سالنامه ادبی پروانه نشریه‌ای است که سال ۱۳۳۹ به‌دست علی‌اصغر اشجاری و با مدیرمسئولی وی در شهر بابل استان مازندران انتشار یافت. این سال‌نامه که به شیوهٔ مجلات ماهانه یا فصلی تدوین شده بود، به دلیل مشکلات مالی فقط یک شماره از خود به یادگار گذاشت و در سال ۱۳۳۹ از جنبش بازماند.